# Andinoacara latifrons
Espèce
Statut de conservation UICN

 LC  : Préoccupation mineure
Andinoacara latifrons est un poisson d'eau douce de la famille des Cichlidés.

## Répartition
Cette espèce est endémique de Colombie. Elle se rencontre dans les bassins et rivières de Magdalena, Atrato, Sinú et San Juan,.